# Winter-Universiade 2017/Eisschnelllauf
Bei der Winter-Universiade 2017 wurden 14 Wettkämpfe im Eisschnelllauf ausgetragen.

## Bilanz

### Medaillenspiegel
| Platz  | Land        | Gold | Silber | Bronze | Gesamt |
| ------ | ----------- | ---- | ------ | ------ | ------ |
| 1      | Südkorea    | 5    | 2      | 4      | 11     |
| 2      | Russland    | 4    | 1      | 3      | 8      |
| 3      | Belarus     | 2    | –      | –      | 2      |
| 3      | Italien     | 2    | –      | –      | 2      |
| 5      | Japan       | 1    | 9      | 3      | 13     |
| 6      | Niederlande | –    | 2      | 1      | 3      |
| 7      | Kasachstan  | –    | –      | 2      | 2      |
| 8      | Österreich  | –    | –      | 1      | 1      |
| Gesamt | Gesamt      | 14   | 14     | 14     | 42     |

### Medaillengewinner

#### Männer
| Disziplin             | Gold                                              | Silber                                        | Bronze                                                                     |
| --------------------- | ------------------------------------------------- | --------------------------------------------- | -------------------------------------------------------------------------- |
| 500 m × 2             | Cha Min-kyu                                       | Koto Nakao                                    | Kim Young-jin                                                              |
| 1000 m                | Cha Min-kyu                                       | Martijn van Oosten                            | Ryu Kosaka                                                                 |
| 1500 m                | Kirill Golubew                                    | Martijn van Oosten                            | Junya Miwa                                                                 |
| 5000 m                | Davide Ghiotto                                    | Seitaro Ichinohe                              | Linus Heidegger                                                            |
| 10.000 m              | Davide Ghiotto                                    | Masahito Obayashi                             | Moon Hyun-woong                                                            |
| Massenstart           | Seitaro Ichinohe                                  | Lee Jin-yeong                                 | Alexander Rasorenow                                                        |
| Mannschaftsverfolgung | SüdkoreaLee Jin-yeong Moon Hyun-woong Oh Hyun-min | JapanSeitaro Ichinohe Junya Miwa Shohya Ogawa | NiederlandeOlof Gerritsen Ronald Ligtenberg Jacob Vreugdenhil Gerwin Coljé |

#### Frauen
| Disziplin             | Gold                                         | Silber                                                                                | Bronze                                    |
| --------------------- | -------------------------------------------- | ------------------------------------------------------------------------------------- | ----------------------------------------- |
| 500 m × 2             | Kim Hyun-yung                                | Arisa Tsujimoto                                                                       | Alexandra Katschurkina                    |
| 1000 m                | Alexandra Katschurkina                       | Kim Hyun-yung                                                                         | Jekaterina Aidowa                         |
| 1500 m                | Alexandra Katschurkina                       | Nana Takahashi                                                                        | Jekaterina Aidowa                         |
| 3000 m                | Maryna Sujewa                                | Nana Takahashi                                                                        | Jelena Sochrjakowa                        |
| 5000 m                | Maryna Sujewa                                | Nana Takahashi                                                                        | Lim Jung-soo                              |
| Massenstart           | Anna Pristalowa                              | Nene Sakai                                                                            | Jun Ye-jin                                |
| Mannschaftsverfolgung | SüdkoreaJun Ye-jin Lim Jung-soo Park Cho-won | RusslandOlesja Tschernega Jelena Sochrjakowa Anastassija Sdrawkowa Anastassija Sujewa | JapanNene Sakai Nana Takahashi Mai Yamada |